# Sadistic Pink
『Sadistic Pink』（サディスティック・ピンク）は、椎名へきるの9枚目のオリジナルアルバム。

## 解説
- 前作『Precious Garden』から1年1ヶ月ぶりとなり椎名の誕生日の翌日にリリースされた。

- 前年夏から秋にかけて4か月連続でリリースされた、20thシングル「Jungle Life」、21stシングル「嵐のち晴れ」、22ndシングル「眠れる森」、23rd「あしたは消えない」を収録。なお「Jungle Life」より前に19thシングル「愛のカタチ」がリリースされているが、カップリングの「Lovin' You」と共に収録されていない。

- 今作から2007年リリースの『Rockin' for Love』まではTM NETWORKの木根尚登プロデュースとなる（今作のみ葛城哲哉との共同プロデュース）。

- 前年に4か月連続でマキシシングルがリリースされ、それらが全て収録されている。

- 初回限定盤に非売品のトレーディングカードが付いた。

## 収録曲
| #         | タイトル                     | 作詞       | 作曲      | 編曲                                  | 時間  |
| --------- | ---------------------------- | ---------- | --------- | ------------------------------------- | ----- |
| 1.        | 「DREAM THEATER」            | 田中花乃   | 木村建    | 木村建                                | 2:32  |
| 2.        | 「眠れる森」                 | 田中花乃   | 木根尚登  | 湯浅公一                              | 5:11  |
| 3.        | 「無邪気な朝と無慈悲な夜に」 | 小室みつ子 | 溝口和彦  | 溝口和彦                              | 4:52  |
| 4.        | 「あしたは消えない」         | 小室みつ子 | 木根尚登  | 溝口和彦                              | 4:54  |
| 5.        | 「嵐のち晴れ」               | 田中花乃   | 木根尚登  | 湯浅公一・中堅工房                    | 5:00  |
| 6.        | 「Precious things」          | 田中花乃   | 湯浅公一  | 湯浅公一                              | 5:01  |
| 7.        | 「Jungle Life」              | 田中花乃   | 木根尚登  | 湯浅公一・溝口和彦                    | 4:14  |
| 8.        | 「君の強さ」                 | 椎名へきる | 木村建    | 木村建                                | 5:08  |
| 9.        | 「Sadistic Pink」            | 椎名へきる | 湯浅公一  | 湯浅公一                              | 4:28  |
| 10.       | 「Future Star」              | 三井ゆきこ | 木根尚登  | 湯浅公一                              | 5:31  |
| 11.       | 「Hello＆Good-bye」          | 小室みつ子 | 住吉中    | 溝口和彦 ストリングアレンジ：西脇辰弥 | 4:20  |
| 合計時間: | 合計時間:                    | 合計時間:  | 合計時間: | 合計時間:                             | 51:11 |

## ミュージシャン
| DREAM THEATER - Drums：阿部薫 - E.Bass：宗秀治 - Guitars：木村建 - Chorus：木村建・河合夕子 眠れる森 - Synthesizer Programming＆Keyboards：湯浅公一 - E.Guitar：葛城哲哉 - Background Vocals：木根尚登・葛城哲哉・湯浅公一 無邪気な朝と無慈悲な夜に - Synthesizer Programming＆Keyboards：溝口和彦 - Drums：中野周一 - E.Bass：住吉中 - Guitars：松尾和博 - Background Vocals：木根尚登・葛城哲哉 あしたは消えない - Synthesizer Programming＆Keyboards：溝口和彦 - Drums：中野周一 - E.Bass：住吉中 - Guitars：松尾和博 - Background Vocals：木根尚登・葛城哲哉・椎名へきる - Chorus：河合夕子・比山貴詠史・仁科かおり・椎名へきる 嵐のち晴れ - Synthesizer Programming＆Keyboards：湯浅公一・松本零士（ROJAM） - Drums：中野周一 - E.Bass：住吉中 - Guitars：松尾和博・葛城哲哉 - Background Vocals：木根尚登・葛城哲哉・湯浅公一・椎名へきる - Chorus：河合夕子 | Precious things - Synthesizer Programming＆Keyboards：湯浅公一 - Drums：阿部薫 - E.Bass：宗秀治 - Guitars：湯浅公一・葛城哲哉 - Background Vocals：木根尚登・葛城哲哉・湯浅公一 Jungle Life - Synthesizer Programming＆Keyboards：湯浅公一・溝口和彦 - Drums：中野周一 - E.Bass：住吉中 - Guitars：松尾和博 - Background Vocals：木根尚登・葛城哲哉・湯浅公一 - Chorus：河合夕子・椎名へきる 君の強さ - Drums：中野周一 - E.Bass：住吉中 - Guitars＆Background Vocals：木村建 Sadistic Pink - Synthesizer Programming＆Keyboards：湯浅公一 - E.Bass：住吉中 - Guitar：藤原義助 - Background Vocals：木根尚登・葛城哲哉・湯浅公一 - Chorus：ヒルマ弘 Future Star - Synthesizer Programming＆Keyboards：湯浅公一 - Drums：阿部薫 - E.Bass：宗秀治 - Guitars：木村建・JAKE - Background Vocals＆Chorus：木根尚登・葛城哲哉・湯浅公一・木村建 Hello＆Good-bye - A.Piano：牧野信博 - Strings：篠崎正嗣ストリングス |